# America First Legal Foundation
America First Legal Foundation ( AFL ) est une organisation américaine d'intérêt public, conservatrice, à but non lucratif, fondée en 2021.

## Organisation
Fondée sur les dispositions 501(c)(3), l'association America First Legal est dirigée par un président, un vice-président et un directeur exécutif. Stephen Miller, ancien conseiller principal du président Donald Trump, est fondateur et président de l'organisation. Le vice-président est Gene Hamilton, un fonctionnaire du ministère de la Justice sous Trump. Le directeur exécutif est Matthew Whitaker, procureur général américain par intérim sous Trump après la démission de Jeff Sessions.

## Histoire
En mars 2021, Politico rapporte que Stephen Miller, l'ancien conseiller principal du président Donald Trump, crée l'association après l'échec de Trump à l'élection présidentielle de 2020. Miller consulte le Conservative Partnership Institute (en) et l'avocat Ken Starr, auteur du rapport Starr qui a conduit à la destitution de Bill Clinton, et a demandé un financement à Todd Ricketts, copropriétaire du club de base-ball, les Cubs de Chicago,.
Miller crée America First Legal le 6 avril 2021. Le nom fait référence à « America First », désignant la politique isolationniste observée par les États-Unis et réinterprétée par Trump comme un slogan politique.
America First Legal représente les agriculteurs blancs du Texas qui cherchent à annuler l'allègement de la dette des agriculteurs et des éleveurs socialement défavorisés dans le cadre de l'American Rescue Plan Act. En juin 2021, la juge Marcia Morales Howard met fin, par injonction préliminaire, au programme de prêts du ministère de l'Agriculture. Le juge Matthew Kacsmaryk considère, en novembre 2022, que l'Affordable Care Act n'interdit pas la discrimination fondée sur l'orientation en faveur d'America First Legal en novembre 2022 que l'Affordable Care Act n'interdit pas la discrimination fondée sur l'orientation sexuelle et l'identité de genre.
Le comité d'action politique Citizens for Sanity (en) est dirigé par des employés d'America First Legal.
En décembre 2024, America First Legal publie des photos de Joe Biden et de son fils Hunter Biden rencontrant des hommes d'affaires et des responsables chinois en 2013 . Les photos ont été obtenues auprès de la National Archives and Records Administration après un litige en cours mené par America First Legal. Les photos montrent Joe Biden présentant Hunter au secrétaire général du Parti communiste chinois Xi Jinping, à l'ancien vice-président chinois Li Yuanchao et à des responsables de BHR Partners. Joe Biden déclare qu'il n'est pas impliqué financièrement dans les affaires de son fils.

## Activité
America First Legal est une association qui se consacre aux questions administratives et à la définition pouvoirs de l'exécutif. Elle répond aux actions dirigées contre l'administration Trump : interdiction de voyager de Trump, tentative d'interdire TikTok et interdiction faite aux migrants de demander l'asile. L'organisation intente des poursuites concernant la diversité, l'équité et l'inclusion, les expulsions du Titre 42, le Premier Amendement et les services de médias sociaux, le Titre IX et les personnes transgenres, ainsi que la discrimination positive. En janvier 2023, l'organisation se joint à un procès mené par le procureur général du Texas, Ken Paxton, visant à faire prononcer l'illégalité d'un programme fédéral de libération conditionnelle de migrants.
En octobre 2022, America First Legal  envoie des tracts aux électeurs du 8e district du Congrès du Colorado, qualifiés de transphobes par le programme Queer and Trans People of Color du Latino Action Council. Lors des élections de 2022, l'organisation s'implique dans des démarches juridiques liées à des allégations de fraude électorale apparente lors des élections. Des tracts obtenus par le New York Times ciblent les Américains d'origine asiatique avec des messages anti-action positive. America First Legal diffuse des publicités accusant l'administration Biden de « bigoterie anti-blanche », dépensant cinq millions de dollars en publicités radio, second budget après celui du Senate Leadership Fund. À la suite de l'inculpation fédérale de Trump pour avoir conservé des documents classifiés, l'organisation envoie des courriels de collecte de fonds.
Jusqu'en juillet 2024, America First Legal est membre du conseil consultatif du Projet 2025, recueil de propositions politiques conservatrices et de droite de la Heritage Foundation visant à remodeler le gouvernement fédéral des États-Unis et à consolider le pouvoir exécutif si le candidat républicain remporte l'élection présidentielle de 2024,.